# 贝尔瓦尔布瓦德达姆
贝尔瓦尔布瓦德达姆（法語：Belval-Bois-des-Dames）是法国香槟-阿登大区阿登省的一个市镇，属于武济耶区比藏西县。该市镇2009年时的人口为33人。

## 人口
贝尔瓦尔布瓦德达姆人口变化图示
| 数据来源：INSEE |